# Phong trào chống hạt nhân ở Thụy Sĩ
Năm 2008, năng lượng hạt nhân cung cấp cho Thụy Sĩ 40% điện năng, nhưng theo một cuộc khảo sát người dân Thụy Sĩ cho thấy chỉ có 7% số người được hỏi hoàn toàn ủng hộ việc sản xuất năng lượng bằng các nhà máy điện hạt nhân. Nhiều cuộc tuần hành và biểu tình chống hạt nhân lớn đã diễn ra trong những năm qua.
Vào tháng 5 năm 2011, sau thảm họa hạt nhân Fukushima Daiichi, Nội các đã quyết định cấm xây dựng các lò phản ứng điện hạt nhân mới. 5 lò phản ứng hiện tại của quốc gia này sẽ được phép tiếp tục hoạt động nhưng "sẽ không được thay thế khi hết tuổi thọ".

## Những năm đầu
Nghị viện Thụy Sĩ đã ban hành Đạo luật Năng lượng Hạt nhân năm 1959 và ba nhà máy điện hạt nhân đầu tiên được đưa vào vận hành từ năm 1969 đến năm 1972 mà không gặp phải bất kỳ sự chống đối nào từ phong trào chống hạt nhân. Các cuộc biểu tình bắt đầu vào cuối thập niên 1960, chủ yếu chống lại kế hoạch xây dựng nhà máy điện hạt nhân ở Kaiseraugst, một khu tự quản nhỏ không xa thành phố Basel. Địa điểm này từng là tâm điểm của phong trào chống hạt nhân tại Thụy Sĩ trong hai thập kỷ tiếp theo.
Một cuộc chiếm giữ quy mô lớn đã diễn ra vào năm 1975 tại Kaiseraugst, sau khi nhà máy được khởi công xây dựng. Cuộc chiếm giữ được Tổ chức Hành động Bất bạo động Kaiseraugst (Non-violent Action Kaiseraugst) tổ chức và kéo dài khoảng 10 tuần, từ tháng 4 đến tháng 6 năm 1975. 15 nghìn gười đã tham gia. Sự kiện chiếm giữ đã dẫn đến một số hoạt động bất bạo động và các cuộc biểu tình rầm rộ có quy mô toàn quốc. Một cuộc biểu tình được tổ chức tại Bern vào ngày 26 tháng 4 năm 1975 đã thu hút 18.000 người và được hơn 170 hiệp hội và đảng phái ủng hộ. Một thời kỳ đấu tranh mạnh mẽ diễn ra trong giai đoạn từ 1975 đến 1981.

## Sau sự kiện Chernobyl
Từ năm 1986 đến năm 1990, thảm họa Chernobyl đã dẫn đến đỉnh điểm của các cuộc biểu tình chống hạt nhân ở Thụy Sĩ một lần nữa. Thảm hoạ đã "nâng cao nhận thức của công chúng về năng lượng hạt nhân và ủng hộ việc chấp nhận một sáng kiến nhân dân cấp liên bang về lệnh cấm xây dựng nhà máy hạt nhân mới trong 10 năm vào năm 1990" (được ủng hộ bởi 54,5% cử tri, vào ngày 23 tháng 9 năm 1990). Ngoại trừ lệnh cấm trong 10 này, công chúng Thụy Sĩ đã không chấp thuận mọi cuộc trưng cầu dân ý cấm năng lượng hạt nhân kể từ những năm 1970 (ví dụ vào năm 1984 và năm 2003).
Từ năm 1979 đến năm 2014, trong số 16 biểu quyết cấp bang và liên bang về năng lượng hạt nhân, có 9 biểu quyết ủng hộ và 7 biểu quyết phản đối năng lượng hạt nhân (một lệnh trì hoãn được chấp nhận và 6 dự án lưu trữ chất thải phóng xạ bị từ chối).

## Phát triển gần đây
Năm 2008, năng lượng hạt nhân cung cấp cho Thụy Sĩ 40% điện năng. Theo một cuộc khảo sát trên 1.026 người Thụy Sĩ cho thấy 7% hoàn toàn ủng hộ sản xuất năng lượng hạt nhân, 14% hoàn toàn phản đối, 33% khá ủng hộ và 38% khá phản đối, 8% không có ý kiến.
Một trong những vấn đề gây tranh cãi nhất là việc xử lý chất thải phóng xạ. Hiện tại, vật liệu hạt nhân đã qua sử dụng được "lưu giữ tại các cơ sở tạm thời trên mặt đất trong khi các chính khách và cộng đồng tranh cãi về nơi chôn chúng".
Vào tháng 5 năm 2011, sau khi thảm họa hạt nhân Fukushima xảy ra, khoảng 20.000 người đã xuống đường tham gia cuộc biểu tình phản đối năng lượng hạt nhân có quy mô lớn nhất tại Thụy Sĩ trong 25 năm. Những người biểu tình tuần hành ôn hòa gần Nhà máy điện hạt nhân Beznau, nhà máy điện hạt nhân lâu đời nhất ở Thụy Sĩ, bắt đầu đưa vào vận hành kể từ năm 1969. Vài ngày sau cuộc biểu tình phản đối hạt nhân, Nội các đã quyết định cấm xây dựng thêm các lò phản ứng điện hạt nhân mới. 5 lò phản ứng hiện tại quốc gia này sẽ được phép tiếp tục hoạt động nhưng "sẽ không được thay thế khi hết tuổi thọ".
Vào ngày 27 tháng 11 năm 2016, một cuộc trưng cầu dân ý của Đảng Xanh đã được tổ chức nhằm tìm kiếm đồng thuận về việc giới hạn tuổi thọ hoạt động của các nhà máy hạt nhân của Thụy Sĩ xuống còn 45 năm và nếu cuộc trưng cầu dân ý được ủng hộ, ba lò phản ứng lâu đời nhất tại Thụy Sĩ sẽ phải đóng cửa trong năm 2017, gồm Beznau 1, Beznau 2 và Muehleberg. Cuộc trưng cầu dân ý đã thất bại với 54,2% cử tri không ủng hộ.
Vào ngày 21 tháng 5 năm 2017, 58% cử tri Thụy Sĩ đã chấp thuận Đạo luật Năng lượng mới thiết lập chiến lược năng lượng năm 2050 và cấm xây dựng các nhà máy điện hạt nhân mới.